# بوطور
البوطور (الاسم العلمي:Potorous) (بالإنجليزية: Potoroo)‏ هو جنس من الجرابيات الصغيرة يتبع فصيلة البوطورات من كنغريات الشكل، الرتيبة تحتوي الكنغر والولب وغيرها من أجناس الكنغر الجرذي. جميع الأنواع الثلاثة الموجودة مهددة بالتغيرات البيئية منذ استعمار أستراليا، وخاصة البوطور طويل القدمين (المهدد بالانقراض) وبوطور جيلبرت (المهددة بالانقراض بشدة). اختفى البوطور عريض الوجه بعد وصفه الأول في القرن التاسع عشر. التهديدات الرئيسية هي الافتراس من قبل الأنواع المستقدمة (خاصة الثعالب) وفقدان الموائل. كان البوطور سابقًا شائع جدًا في أستراليا، وأفاد المستوطنون الأوائل بأنه كان من الآفات الكبيرة لمحاصيلهم.